# جک این د باکس (آلبوم)
جک این د باکس (به انگلیسی: Jack in the Box) نخستین آلبوم استودیویی رپر کره‌ای، جی-هوپ است که در ۱۵ ژوئیهٔ ۲۰۲۲، توسط بیگ هیت میوزیک منتشر شد. این آلبوم شامل ۱۰ قطعه است؛ تک‌آهنگ آغازین آن با عنوان «بیشتر»، در ۱ ژوئیه و تک‌آهنگ دوم «آرسون»، به همراه آلبوم و موزیک ویدئو منتشر و جزو پر استریم ترین آلبوم ها شد.

## فهرست قطعات
| فهرست ترانه‌های جک این د باکس | فهرست ترانه‌های جک این د باکس                  | فهرست ترانه‌های جک این د باکس                  | فهرست ترانه‌های جک این د باکس | فهرست ترانه‌های جک این د باکس |
| شماره                        | نام                                           | نویسنده(ها)                                   | تهیه‌کننده(ها)                | مدت                          |
| ---------------------------- | --------------------------------------------- | --------------------------------------------- | ---------------------------- | ---------------------------- |
| ۱.                           | «مقدمه»                                       | ایوان                                         | ایوان                        | ۰:۵۸                         |
| ۲.                           | «جعبهٔ پاندورا»                                | گاست‌لوپ جی-هوپ سوپریم بوی                     | گاست‌لوپ                      | ۲:۳۶                         |
| ۳.                           | «بیشتر»                                       | آیون جکسون روزنبرگ جی-هوپ                     | براس‌ترکز                     | ۳:۰۰                         |
| ۴.                           | «تمومش کن» (هیچ انسان بدی در دنیا وجود ندارد) | جی-هوپ مایکل ولپه                             | کلمز کازینو                  | ۲:۰۲                         |
| ۵.                           | «=» (علامت مساوی)                             | جی-هوپ لیندگرن ملانی جوی فونتانا اسکوپ دویل   | اسکوپ دویل                   | ۱:۵۴                         |
| ۶.                           | «جعبهٔ موسیقی: انعکاس»                         | پی‌داگ                                         | پی‌داگ                        | ۱:۱۰                         |
| ۷.                           | «چی می‌شه اگه…»                                | دوئین ابرناتی جونیور جی-هوپ آر. دیگز آر. جونز | دم جوینتز                    | ۲:۱۶                         |
| ۸.                           | «منطقهٔ امن»                                   | جی-هوپ پی‌داگ                                  | پی‌داگ                        | ۲:۴۵                         |
| ۹.                           | «آینده»                                       | روزنبرگ جی-هوپ میچ کانول                      | براس‌ترکز                     | ۲:۱۹                         |
| ۱۰.                          | «آرسون» (آتش‌افروزی)                           | جی-هوپ ولپه                                   | کلمز کازینو                  | ۲:۳۹                         |
| مجموع مدت:                   | مجموع مدت:                                    | مجموع مدت:                                    | مجموع مدت:                   | ۱۹:۷۹                        |

- «چی می‌شه اگه…» از ترانهٔ «شیمی شیمی یا» از ال درتی بسترد، عضو گروه وو-تنگ کلن سمپل شده‌است.[۴]

## تاریخچهٔ انتشار
| منطقه        | تاریخ         | قالب                  | ناشر          | منبع  |
| ------------ | ------------- | --------------------- | ------------- | ----- |
| مختلف        | ۱۵ ژوئیهٔ ۲۰۲۲ | دانلود دیجیتال استریم | بیگ‌هیت میوزیک | [ ۵ ] |
| مختلف        | ۲۹ ژوئیهٔ ۲۰۲۲ | آلبوم وی‌ورس           | بیگ‌هیت میوزیک | [ ۶ ] |
| ایالات متحده | ۸ اوت ۲۰۲۲    | آلبوم وی‌ورس           | بیگ‌هیت میوزیک | [ ۷ ] |

## واژه‌نامه
1. ↑  Intro
2. ↑  Pandora's Box
3. ↑  More
4. ↑  Stop, 세상에 나쁜 사람은 없다; Sesange Nappeun Sarameun Opda; lit. There Are No Bad People in the World
5. ↑  Equal Sign
6. ↑  Music Box: Reflection
7. ↑  What If...
8. ↑  Safety Zone
9. ↑  Future
10. ↑  Arson, 방화; Banghwa